# 阿尔诺河畔里尼亚诺
阿尔诺河畔里尼亚诺（義大利語：Rignano sull'Arno），是意大利托斯卡纳大区佛罗伦萨广域市的一个市镇。总面积54.21平方公里，人口8669人，人口密度159.9人/平方公里（2009年）。ISTAT代码为048036。